# GAUCH!
GAUCH!（ガウチ!）は、日本のロックバンド。

## メンバー
- 飯塚邦敬（ボーカル・ギター）

愛称はTARO。
- 田村直希（ギター）

2ndアルバム発売時に加入。
愛称はTAMURA。
- 青木義治（ベース）

愛称はSENPAI。
- 森秀樹（ドラムス）

愛称はSABBA。

### 旧メンバー
- 早川おさむ（ギター）

メジャーデビュー前に脱退。

## 概要・来歴
1987年結成。バンド名の由来は違う! 違う! 違う!という反発心から名づけられた。1990年9月22日放送の『三宅裕司のいかすバンド天国』に出演。
1993年10月21日、アポロンからシングル「ベティ・ハドソンに捧ぐ」、アルバム『GAUCH!』でデビュー。
2ndアルバム時に田村が加入し、再び4人組編成になる。
1997年7月、シングル「アカネ」をリリース後に解散。

## タイアップ一覧
| 使用年 | 曲名                     | タイアップ                                                   |
| ------ | ------------------------ | ------------------------------------------------------------ |
| 1996年 | バナナフィッシュより簡単 | ハートアップ CMソング                                        |
| 1996年 | バナナフィッシュより簡単 | けんじワールド CMソング                                      |
| 1996年 | みつばち野郎             | 関西テレビ・フジテレビ系『さんまのまんま』オープニングテーマ |
| 1997年 | アカネ                   | テレビ東京『モデルファクトリーII』テーマ曲                   |

## ヘビーローテーション/パワープレイ

### ラジオ
| 放送年 | 曲名                 | ラジオヘビーローテーション/パワープレイ                                     |
| ------ | -------------------- | --------------------------------------------------------------------------- |
| 1995年 | キャッチボールデイズ | ABCラジオ『ABCミュージックパラダイス』1995年9月度ミューパライチ押しナンバー |